# Лучия Висконти
Лучѝя Вискòнти (на италиански: Lucia Visconti; * 1372, Милано, Сеньория Милано; † 14 април 1424, Лондон, Кралство Англия) от род Висконти е чрез женитба графиня на Кент (1407– 1424).

## Произход
Дъщеря е на Бернабо Висконти (1323 – 1385), владетел на Милано, и на съпругата му Беатриче Реджина дела Скала (1331 – 1384). Нейни дядо и баба по бащина линия са Стефано Висконти, господар на Милано, и Валентина Дория, а по майчина – Мастино II дела Скала и Тадеа да Карара. Има пет братя и девет сестри:
- Тадеа (1351 – 1381), херцогиня на Бавария като съпруга на Стефан III и майка на френската кралица Изабела Баварска
- Верде (ок. 1352 – 1414), херцогиня на Австрия като съпруга на Леополд III Хабсбург
- Марко (1355 – 1382), господар на Парма (1364 – 1382), съпруг на Елизабета Баварска
- Лудовико (1355 – 1404), управител и господар на Лоди (1379 – 1385), и управител и господар на Парма (1385 – 1404), съпруг на Виоланта Висконти
- Валентина (1357 или 1360/62 или 1367 – 1393), кралица на Кипър и титулярна кралица на Йерусалим от 1378 до 1382 г. като съпруга на Петър II дьо Лузинян
- Родолфо (1358 – 1389), господар на Парма (1364 – 1389)
- Карло (1359 – 1403), господар на Парма (1364), съпруг на Беатрис д’Арманяк
- Антония (1364 – 1405), графиня на Вюртемберг като съпруга на Еберхард III
- Катерина (1362 – 1404), последна господарка на Милано (1385 – 1395) и 1-ва херцогиня на Милано (1395 – 1402) като съпруга на братовчед си Джан Галеацо Висконти
- Аниезе (1363 – 1391), графиня на Мантуа като съпруга на Франческо I Гонзага
- Мадалена (1366 – 1404), херцогиня на Бавария (1381 – 1393) и на Бавария-Ландсхут (от 1392 г.) като съпруга на Фридрих Мъдри
- Джанмастино (1370 – 1405), господар на Бергамо и на Джера д'Ада, съпруг на Клеофа дела Скала
- Елизабета (1374 – 1432), херцогиня на Бавария като съпруга на Ернст Баварски
- Англезия (1377 – 1439), кралица на Кипър, Йерусалим и Армения (ок. 1401 – 1408) като съпруга на Янус дьо Лузинян

Освен това има шест полубратя и девет полусестри от извънбрачни връзки на баща ѝ с пет жени.
Баща ѝ непрекъснато води войни с Папската държава (той е отлъчен от Църквата) и е безмилостен тиранин. През 1385 г. е свален от племенника си Джан Галеацо Висконти и по-късно отровен в замъка на Трецо.

## Биография

### Брачни преговори
Брачните преговори за Лучия започват през 1382 г. и са насочени към съюз между баща ѝ Бернабо Висконти и Луи II Анжуйски чрез брак между нея и сина му – бъдещ крал на Неапол. По този повод Бернабо остава в тесен контакт с майката на Луи II – Мари дьо Блоа, опитвайки се да се споразумее за брачен договор. През 1385 г., след трудни споразумения, е решено Лучия да замине за Анже за сватбата си. Държавният преврат, извършен от братовчед ѝ Джан Галеацо Висконти, който залавя и хвърля баща ѝ Бернабо и братята ѝ Лудовико и Родолфо в замъка на Трецо, проваля окончателно сватбения проект и евентуалното ѝ бъдеще като кралица на Неапол.
Баща ѝ и братята ѝ остават затворници в замъка до смъртта си, а Джан Галеацо решава да се занимае с брака ѝ. Най-забележителният неин потенциален ухажор е Хенри, херцог на Ланкастър (бъдещ крал на Англия като Хенри IV), който посещава Милано през 1393 г. и пленява въображението на Лучия. Тя казва на сестра си Катерина, че ако може да бъде сигурна, че ще се омъжи за него, ще чака Хенри „до края на живота си, дори да знае, че ще умре три дни след брака“. През 1399 г., когато се обсъждат договореностите между двамата, Хенри, чиято първа съпруга умира през 1394 г., е прогонен във Франция за 10 години от крал Ричард II и му са отнети земите. За Джан Галеацо политическата сигурност е на първо място и той изчаква в преговорите, настоявайки Хенри да си върне благоволението на двора, преди да продължат каквито и да е преговори. По-късно същата година Хенри се завръща в Англия и сваля Ричард II с помощта на краля на Франция, но брачните преговори така и не се възобновяват. Когато Джан Галеацо предлага на Лучия да се ожени за неговия 13-годишен извънбрачен син Габриеле Мария, тя отказва.

### Брак с Едмънд Холанд
На 28 юни 1399 г. Лучия най-сетне се омъжва в Павия за сина на Балтазар (маркграф на Майсен и ландграф на Тюрингия) – Фридрих V от Тюрингия, маркграф на Майсен, преди това сгоден за сестра ѝ Англезия Висконти. Бракът е отпразнуван от Гулиелмо Чентуарио – епископ на Павия, а сред свидетелите е и бъдещият антипапа Александър V. Смята се, че музикалната пиеса Più chiar che'l sol на Антонело да Казерта е написана за сватбата. Бракът обаче е анулиран и не е консумиран, понеже Лучия отказва да отпътува и оспорва брака, твърдейки, че е била принудена.
През 1404 г. от ръката на Лучия се заинтересува Роберт III Баварски, който праща свои посланици в двора на Милано, за да договори вероятен брак със сина му Стефан. Нестабилната политическа ситуация, причинена от борбата между Висконти и Малатеста, слага край на преговорите.
Смъртта на Джан Галеацо през 1402 г. елиминира възможността за бъдещ политически брак за Висконти. Междувременно Хенри се жени повторно през 1403 г., но не забравя Лучия и урежда тя да се омъжи за Едмънд Холанд (* 6 януари 1383, † 15 септември 1408), 4-ти граф на Кент, любим негов войник, бил се в битката при Шрусбъри. През 1405 г. Едмънд защитава сина на Хенри в битка, което помага да се затвърди образцовата му известност. През май 1406 г. за двамата е съставен брачен договор, който предвижда зестра от 70 000 флорина, от които 12 000 трябва да бъдат платени при сключване на брака. Те трябва да бъдат последвани от годишни плащания от 8285 флорина, докато бъде изплатена цялата сума: това вероятно цели да привлече Холанд, т.к. той има големи дългове, произтичащи от военната подкрепа, която Хенри очаква от него и от необходимостта му да издържа няколко графини вдовици. Бракът чрез пълномощник се сключва през декември 1406 г. Сватбата се чества на 24 януари 1407 г. в катедралата „Сейнт Мери Овери“ в Съдърк (днешен квартал на Централен Лондон), с което Лучия става графиня на Кент.
Бракът започва проблематично. През 1407 г. на мъжа ѝ се ражда извънбрачна дъщеря от благородничката Констанца от Йорк, с която той има връзка предходната година. Лучия няма деца от съпруга си, който загива в битка при Ил дьо Бреа, Бретан на 15 септември.

### Вдовство и смърт
За разлика от други вдовици от епохата Лучия не е принудена да се върне в дома на семейството си и тя остава да живее в Англия до края на живота си. Тя използва титлата си „Графиня на Кент“ в своя полза. Тъй като съпругът ѝ я оставя с малко средства (а зестрата ѝ все още не е платена), тя трябва да се справи с този основен му дълг. Лучия решава да последва стъпките на своята полусестра Донина (омъжена за Джон Хокуд, английски военен), като се обръща към крал Хенри IV за финансова помощ. Той ѝ гарантира 1/3 от приходите на частта от земята на покойния ѝ съпруг (което е 1/5 от имението му, а останалата част е разделена между четирите му сестри), с останалата част, използвана за плащане на кредиторите му. Това не е достатъчно и Лучия се обръща към Парламента с молба за маркирани писма, които да принудят Милано да плати зестрата ѝ. Въпреки това Милано има свои финансови затруднения след смъртта на Джан Галеацо Висконти и плащането така и не идва. Вдовицата отново се обръща към Парламента, този път за облекчаване на дълга, обещавайки част от зестрата на кредиторите на Едмънд.
Разходите за поддръжката на нейните имения са твърде големи и до юли 1421 г. Лучия живее във францисканския женски манастир Abbey of the Minoresses of St. Clare without Aldgate. Той е известен и като място, където жените с висок статус и пари живеят заедно. Смята се, че тя е живяла в градска къща, построена през 1352 г. от Елизабет дьо Клер, която е имала репутацията на жилище на жени в политически затруднения. Тя живее комфортно и в добре поддържано жилище, но се занимава и с бизнес, като през 1423 г. е спомената като износителка на стоки за Италия.
Лучия завещава част от неплатената си зестра на различни английски благородници и други италиански имигранти, на сестра ѝ Англезия Висконти. Останалата част (заедно с личните си вещи) отиват при нейния иконом, някои нейни компаньонки, нейния шут и различни религиозни институции в Милано и Англия, сред които Сейнт Мери Оъвърии, абатството Борн в Линкълншър (където е погребан съпругът ѝ) и францисканския манастир, които трябва да се молят за душите на Лучия и съпруга ѝ. Всички те обаче не успяват да получат парите от Милано.
Лучия умира на 14 април 1424 г. на около 52-годишна възраст и е погребана в църквата на Августинския орден (Austin Friars) в Лондон – популярно място за погребение на италианските имигранти в Лондон. Нейната епитафия, написана на латински, се фокусира върху нейния чар и красота, нейното семейство и миланско наследство и изобщо не споменава съпруга ѝ. Тя е запазена в документ от 16 век, съхраняван в Британския музей, въпреки че последната част от нея е непреводима.
Тъй като зестрата ѝ не е платена, исковете за плащането ѝ продължават дълго след смъртта ѝ. Репресиите срещу миланските търговци в Лондон през 1464 г. за възстановяване на тази сума вероятно са свързани със зестрата и те стават толкова изтощителни, че търговците са принудени да спрат търговията с Англия през 1471 г. Това кара миланския херцог Галеацо Мария Сфорца да помоли своя пратеник в Англия да моли за облекчение. През 1486 г. в писмо до новия херцог на Милано Джан Галеацо Сфорца се изисква плащане на зестрата. Херцогът твърди, че първоначално не е знаел за такъв дълг, а три години по-късно в крайна сметка отказва иска, тъй като не е предоставена документация. По-нататъшни репресии в Англия има през 1489 г., но херцогът успява да убеди крал Хенри IV да ги спре. Император Фридрих III обаче издава отделно позволение през 1490 г., което дава възможност на английските агенти да задържат милански търговци по Рейн. Въпреки че завещанието на Висконти най-накрая е изготвено, херцогът го обявява за измама. В крайна сметка крал Хенри VII заповядва да отпаднат исковете за плащане на зестрата.